# 胡戈·辛贝里
胡戈·耶哈德·辛贝里（瑞典語：Hugo Gerhard Simberg，1873年6月24日—1917年7月12日）是一位芬兰画家和图形设计师。他是芬兰艺术史上象征主义的代表人物。他和阿克塞利·加伦-卡勒拉一道在20世纪初期把象征主义的思潮带入芬兰艺术界并探索新的欧洲艺术方向。他用素人艺术的风格画了不少邪灵、死神及自然景观为主题的画作，但同时也用热情的现实主义风格进行了创作。

## 生平

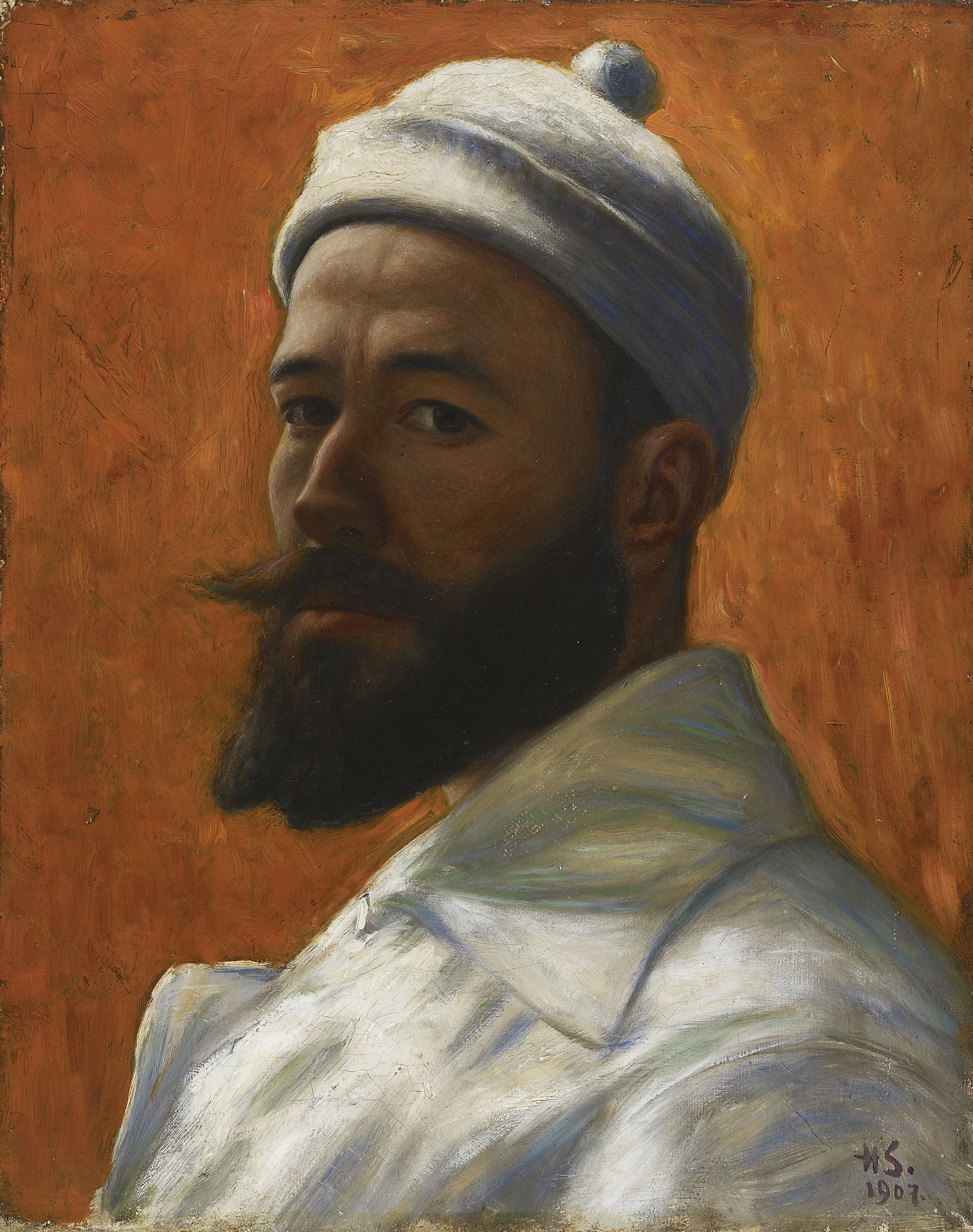
自画像

辛贝里成长在维堡的一个公务员家庭里。他在1891年维堡艺术之友绘画学校开始了他的艺术学习生涯，之后在1893-1895年芬兰艺术协会绘画学校继续学习。从辛贝里的早期作品里就可以看出他是一位天生的象征主义者。但是绘画学校里的教学课程没能满足他在这方面的学习需求。辛贝里决定给当时芬兰象征主义的首席大师阿克塞利·加伦-卡勒拉写信求教，后者在1895年把他收为徒弟。从此开始了他的艺术发展的重要阶段。加伦-卡勒拉鼓励他继续发扬自己的风格。在夏天的时候辛贝里在家族位于维堡附近的夏季住处度过，周围地区的风景影响了他的画作。
在1896年辛贝里前往伦敦，在1897年前往巴黎和意大利。在这些年中他在芬兰艺术家的秋季展览中展出了几幅作品，并受到好评。由此他成为芬兰艺术协会的会员，并受聘為维堡艺术之友绘画学校教师。
在1903年开始建造由拉尔斯·松克设计的坦佩雷主教座堂。当时计划把整个教堂设计为新艺术运动风格的全景艺术作品。教堂内部的装饰中芒努斯·恩克尔负责祭坛的装饰，而辛贝里则在1905-1906年画了教堂天花板和窗户玻璃画作、两幅单独的壁画（《受伤天使》和《死神花园》）以及二楼栏杆上的画作《扛青藤的男孩》。画作并不是通常的教堂装饰画作，但在窗户玻璃画作中辛贝里遵循了传统的基督教风格和价值观。可是二楼栏杆上的画作《扛青藤的男孩》及画作中的裸体男孩则是前所未有的，并在当时引起批评和争论。

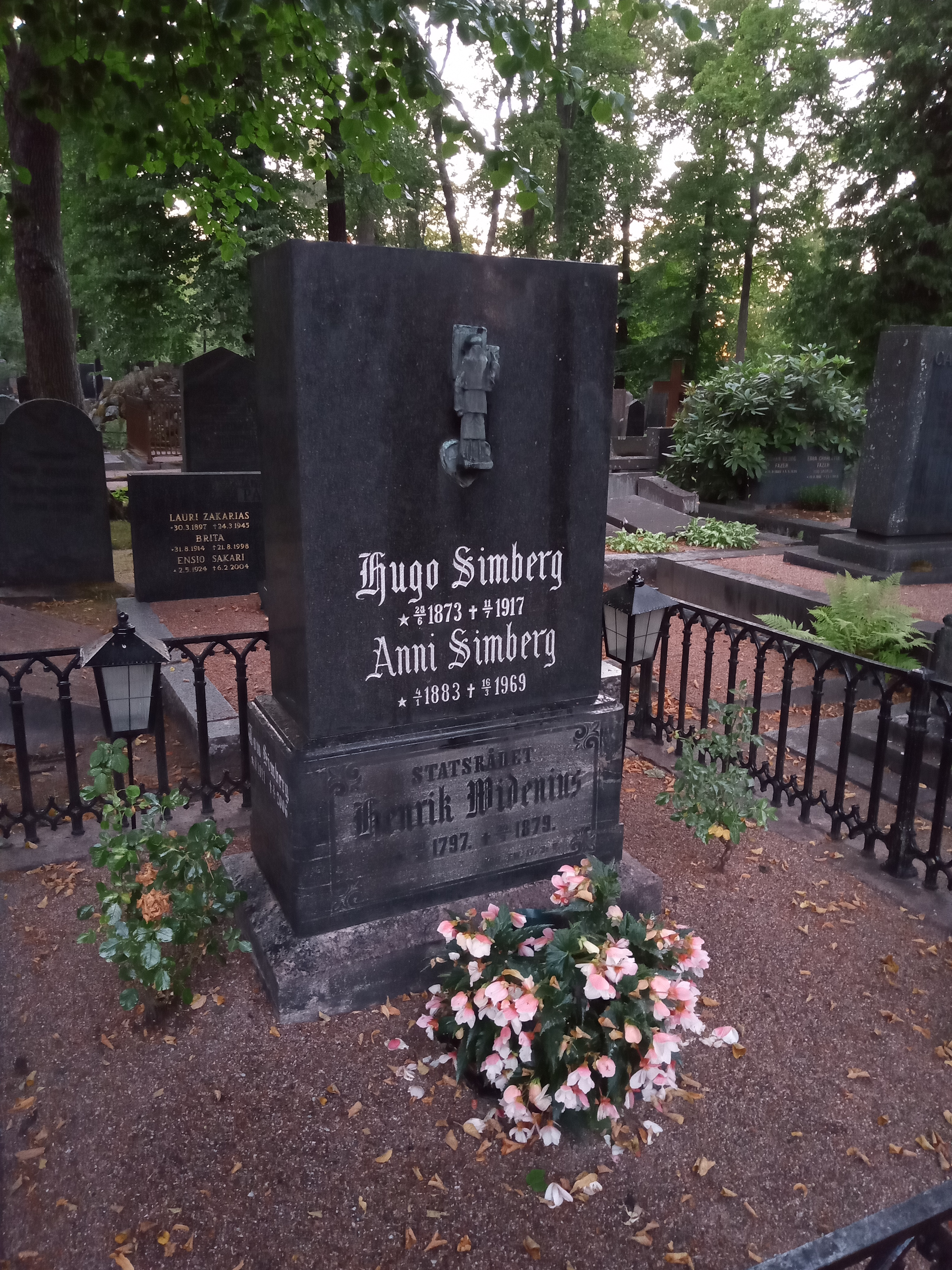
辛贝里的墓碑

从1907至1917年他在芬兰艺术协会绘画学校教书。
芬兰艺术在1908年的巴黎艺术展览上元气大伤，芬兰画作在画展上收到了毫无生气、毫无色彩等批評。很多芬兰画家开始追寻新的艺术发展方向，但辛贝里却继续坚持被认为已到尽头的象征主义。辛贝里决定为画展而创作自然主义、色彩主义、甚至印象派风格的画作，但为自己独特的风格而创作小型的奇幻作品。1912年辛贝里举办了一个画展，当中展示了一批素描和小型水彩画。这批画作中又一次展示了辛贝里想象中的童话世界，而画展显示了这种主题的持久性。对于其他画家来说象征主义是一个短暂的过度阶段，而对于辛贝里来说则是最自然的表现手法。作为图形设计师辛贝里也同样倍受欣赏。
辛贝里的画作《受伤天使》在2006年由芬兰国家美术馆雅典娜姆艺术博物馆举办的投票中评为“芬兰国画”。
辛贝里于1917年在艾赫泰里去世。他安葬于赫尔辛基的希耶塔涅米墓园里，墓地的位置是V3-1-12。

## 画作

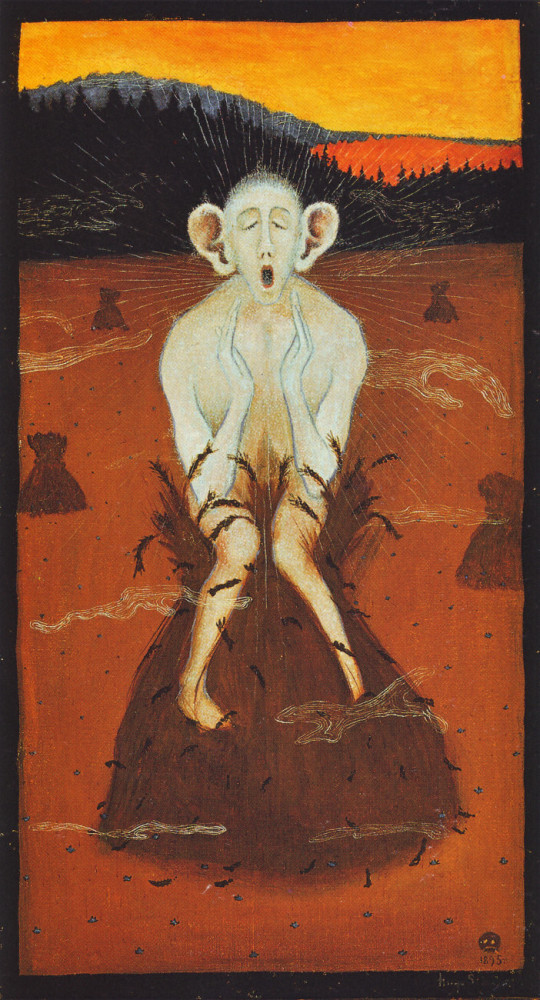
《霜冻》（1895年）
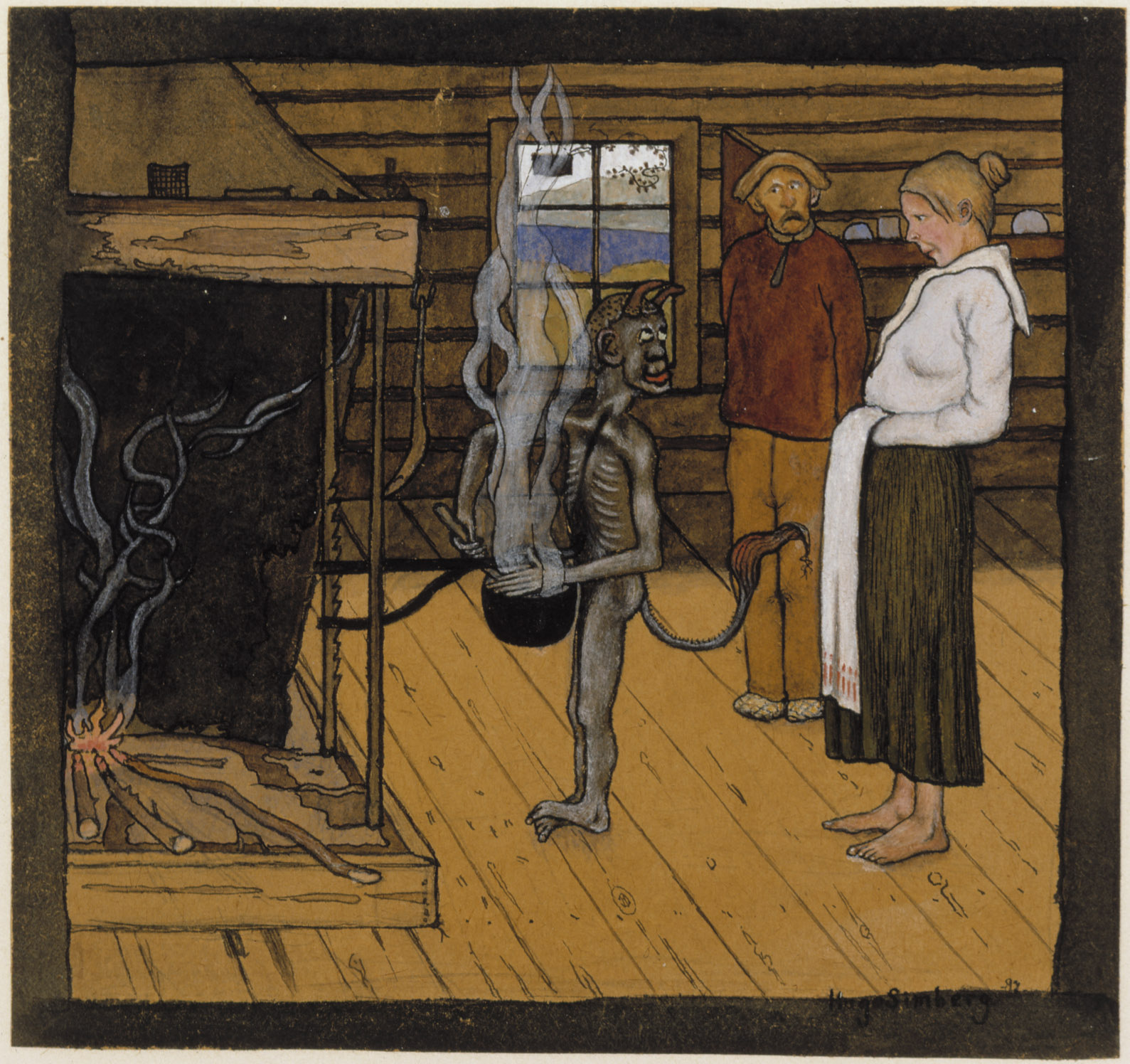
《烤锅旁的魔鬼》（1897年）
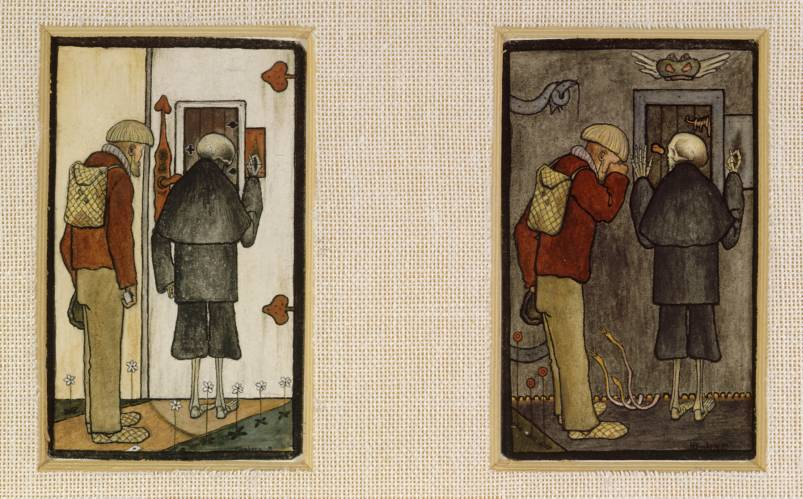
《在天堂和地獄门前的农夫和死神》（1897年）
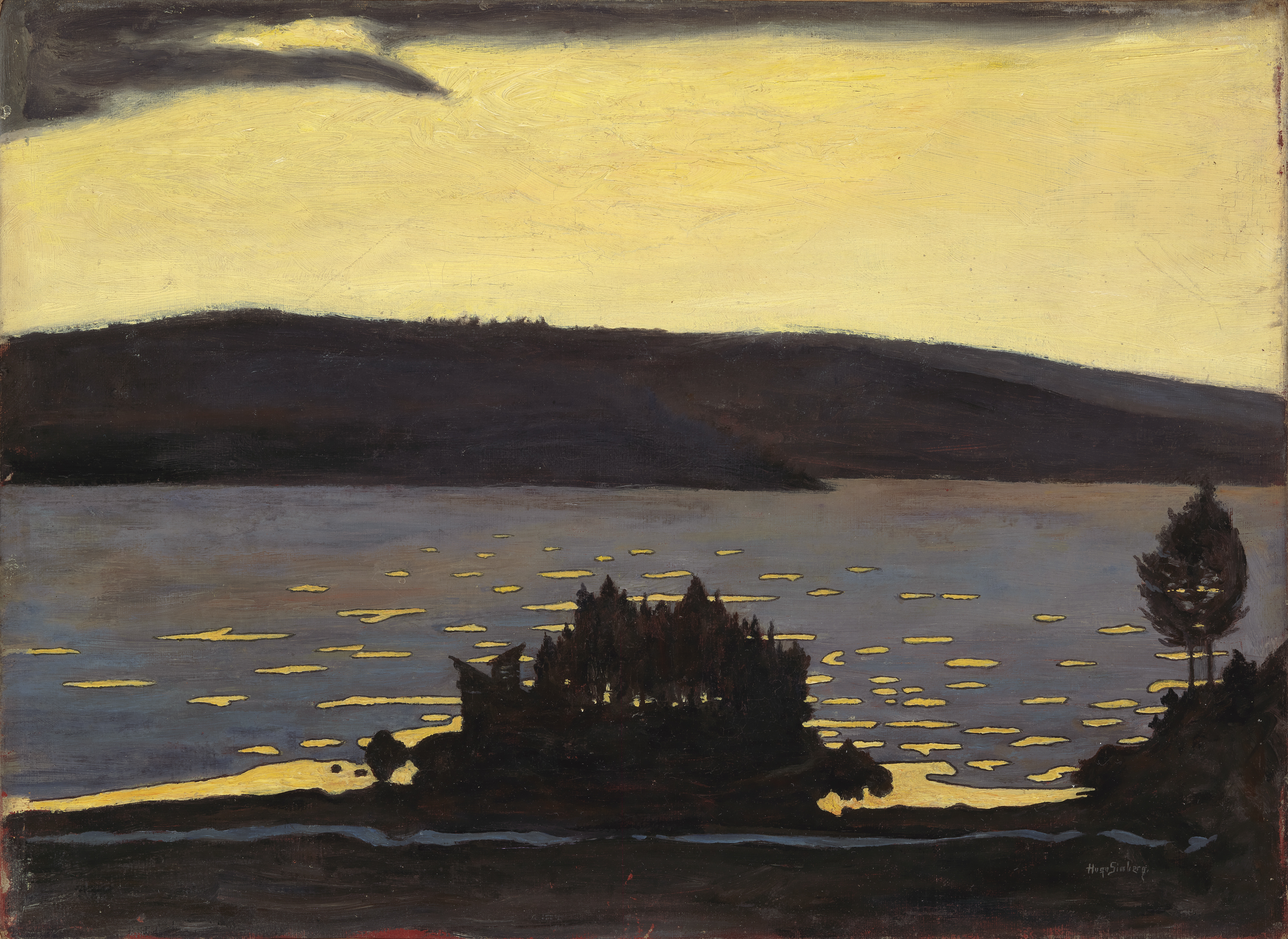
《融冰时春天的晚上》（1897年）
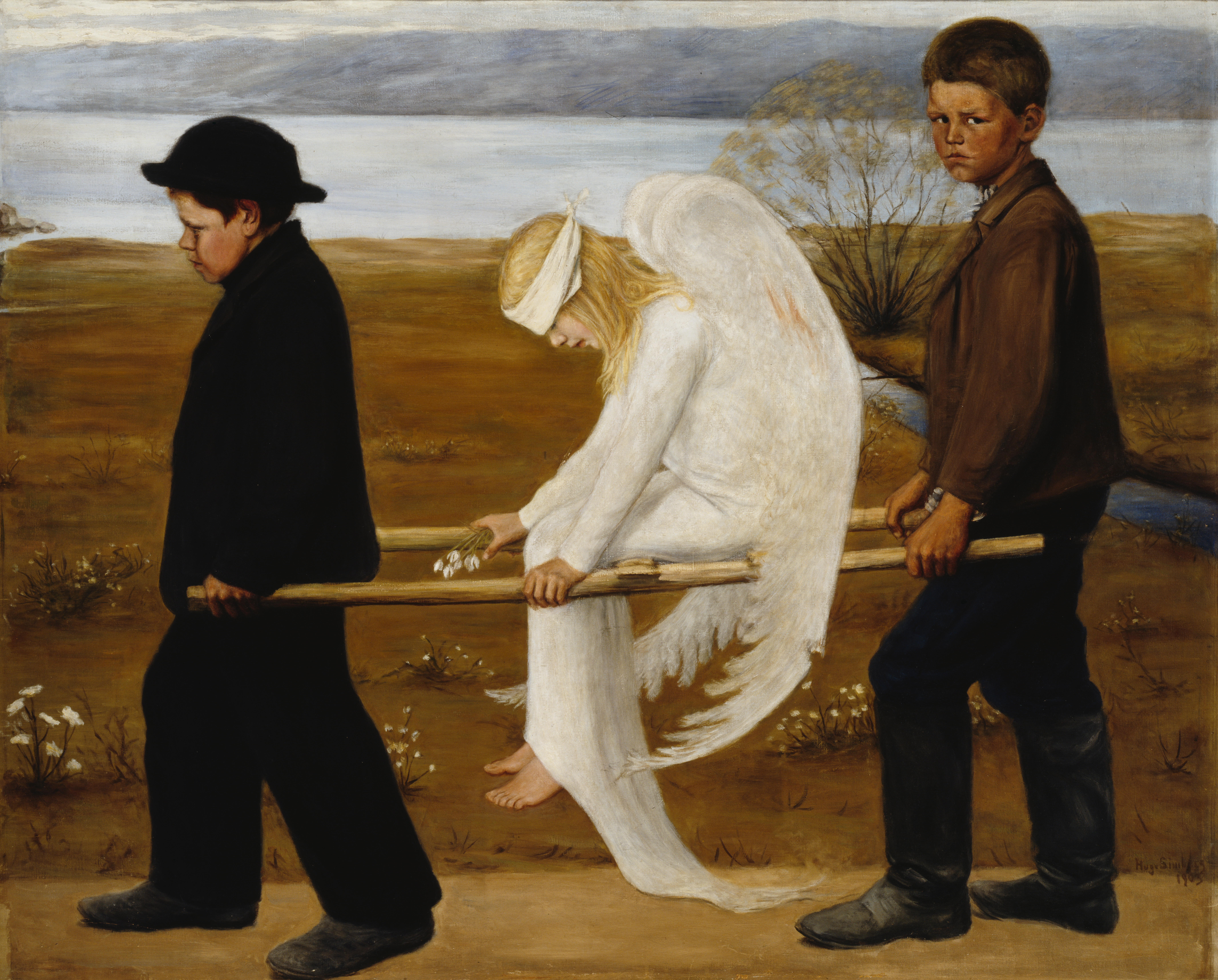
《受伤天使》（1903年）
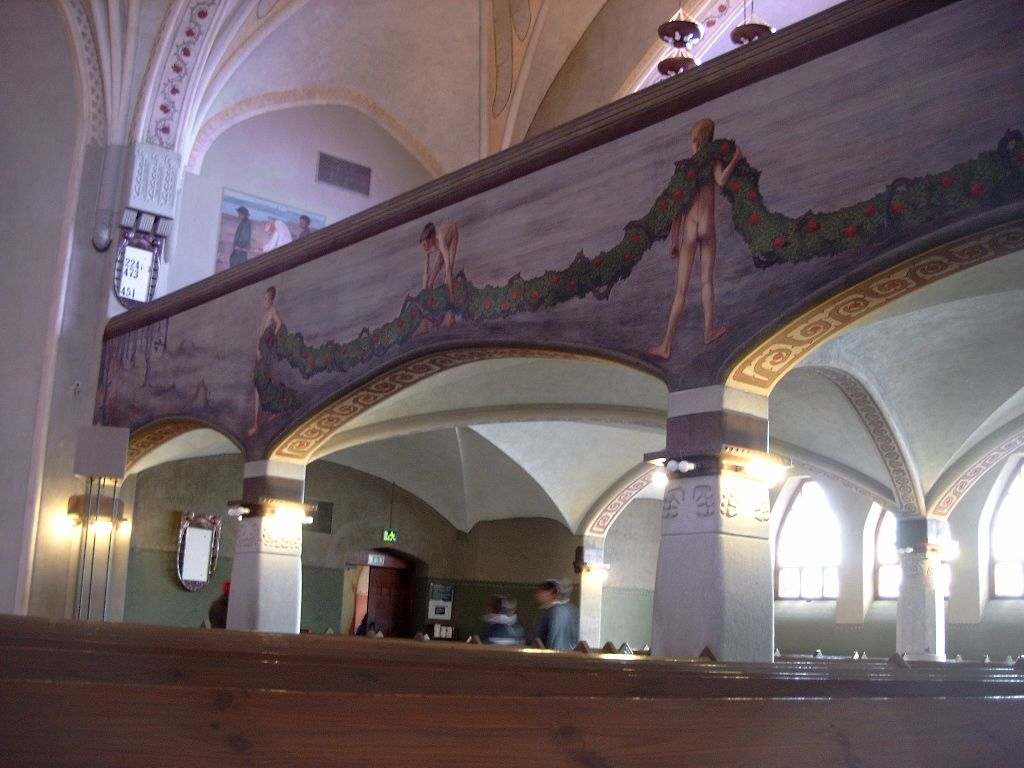
《扛青藤的男孩》（1906年）
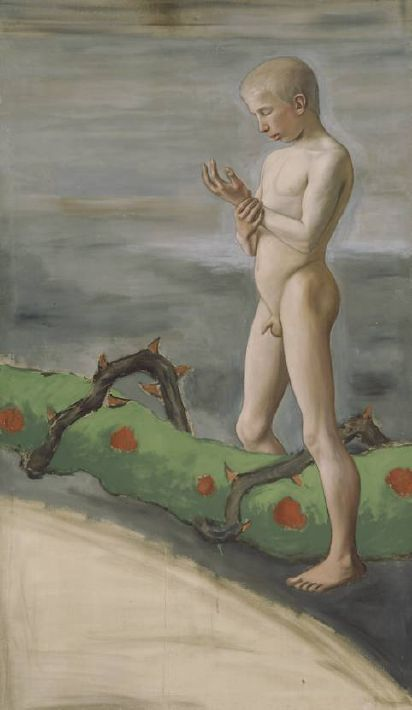
《扛青藤的男孩》（1906年，局部）
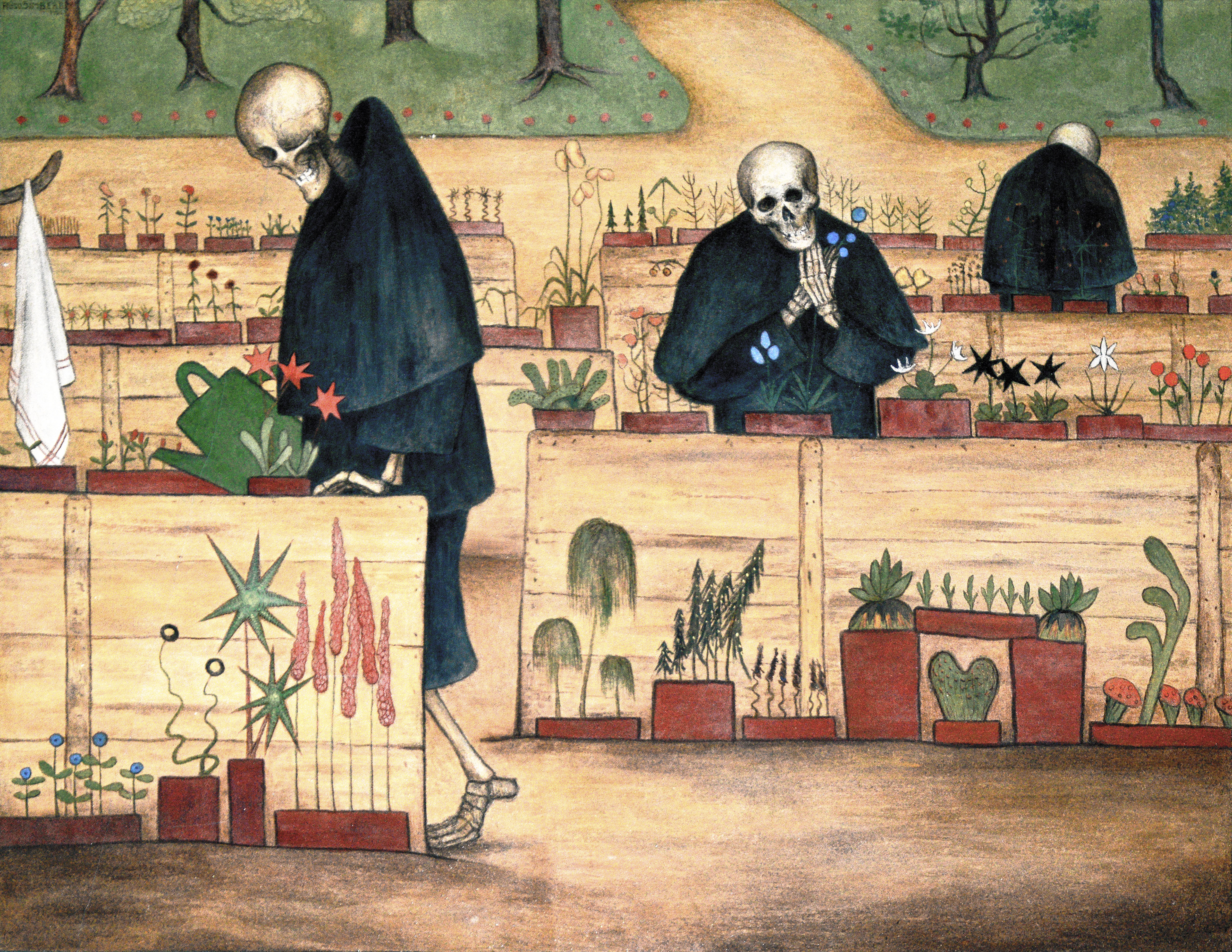
《死神花园》（1906年）